# Pacanów (gemeente)
De gemeente Pacanów is een landgemeente in het Poolse woiwodschap Święty Krzyż, in południowo-wschodniej części powiat Buski.
De zetel van de gemeente is in Pacanów.
Op 30 juni 2004 telde de gemeente 7986 inwoners.

## Oppervlakte gegevens
In 2002 bedroeg de totale oppervlakte van gemeente Pacanów 123,89 km², waarvan:
- agrarisch gebied: 87%
- bossen: 2%

De gemeente beslaat 12,81% van de totale oppervlakte van de powiat.

## Demografie
Stand op 30 juni 2004:
| Omschrijving                   | Totaal | Totaal | Vrouwen | Vrouwen | Mannen | Mannen |
| ------------------------------ | ------ | ------ | ------- | ------- | ------ | ------ |
| eenheid                        | aantal | %      | aantal  | %       | aantal | %      |
| inwoners                       | 7986   | 100    | 4121    | 51,6    | 3865   | 48,4   |
| bevolkingsdichtheid (inw./km²) | 64,5   | 64,5   | 33,3    | 33,3    | 31,2   | 31,2   |

In 2002 bedroeg het gemiddelde inkomen per inwoner 1188,46 zł.

## Plaatsen
Biechów, Biskupice, Chrzanów, Grabowica, Karsy Dolne, Karsy Duże, Karsy Małe, Kępa Lubawska, Komorów, Kółko Żabieckie, Książnice, Kwasów, Niegosławice, Oblekoń, Pacanów, Podwale, Rataje Karskie, Rataje Słupskie, Słupia, Sroczków, Trzebica, Wola Biechowska, Wójcza, Wójeczka, Zborówek, Zborówek Nowy, Żabiec, Żółcza

## Aangrenzende gemeenten
Łubnice, Mędrzechów, Nowy Korczyn, Oleśnica, Solec-Zdrój, Stopnica, Szczucin